# Podezřelý je Kamil
Podezřelý je Kamil (s podtitulem detektivní román) je detektivní román českého autora Vladimíra Přibského (občanským jménem Vladimír Řezáč) z roku 1975.

## Děj
Příběh začíná na mostě, kde se rozjíždí vyšetřování dopravní nehody, jejíž obětí je neznámá žena. Jakmile však pitevní nález ozřejmí skutečnou příčinu její smrti, případu – který se o něco později rozšíří o vraždu recepční a tanečnice v jedné osobě, vykazující shodné znaky – se chopí kriminalista SNB kpt. Bajer (krátce předtím přeložený z Hradce Králové do hlavního města). A nemůže při tom chybět vypravěč-hrdina, reportér časopisu Ozvěna Jaromír Petrák.

## České vydání
Román Podezřelý je Kamil byl knižně vydán v rozmezí let 1975 až 1988 celkem třikrát:
- Naše vojsko, Praha 1975 (105. svazek edice Napětí)
- Naše vojsko, Praha 1983 (136. svazek téže edice)[pozn. 1]
- Československý spisovatel, Praha 1988 (edice Spirála).[pozn. 2]